# Asociación de Depósitos Centrales de Valores de América
ACSDA es la Asociación de Depósitos Centrales de Valores de América (Americas' Central Securities Depositories Association en inglés), una organización sin fines de lucro constituida por Depósitos de Valores y Cámaras de Compensación de América. Su sede se encuentra en Lima, Perú. Su constitución fue acordada en la primera asamblea general celebrada en esta ciudad el 10 de agosto de 1999.
Su propósito es ser una instancia donde poder compartir información y experiencias entre sus miembros en un espíritu de mutua cooperación, y desarrollar trabajos y promover recomendaciones de mejores prácticas en servicios tales como depósito de valores, compensación, liquidación y manejo de los riesgos. La meta oficial de ACSDA también incluye asistir en la adecuación de las regulaciones de los mercados de valores, considerando las particularidades de cada uno de ellos, y servir como canal de diálogo con otras organizaciones a nivel mundial.